# Доменний газ

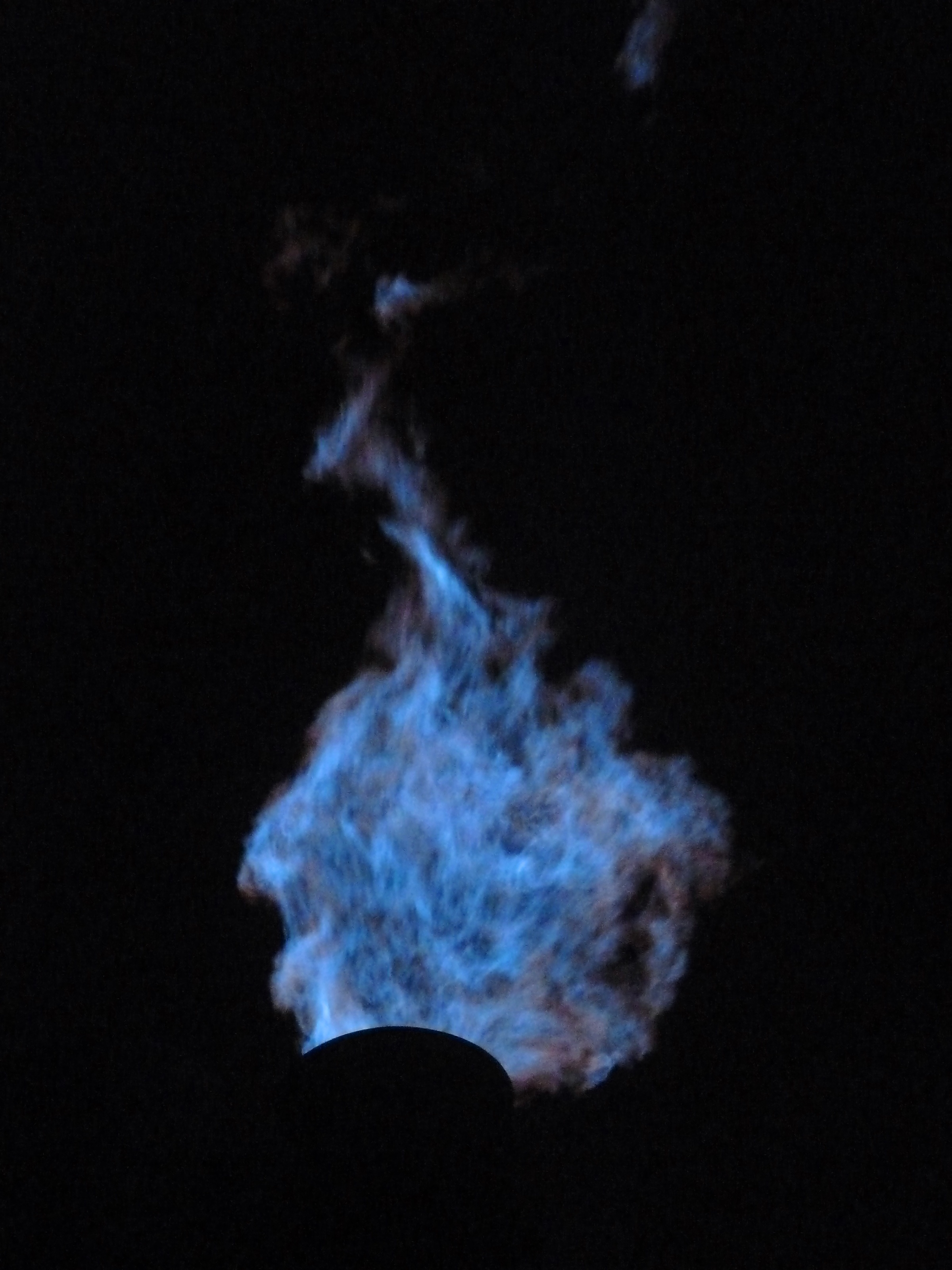
При згорянні доменного газу при денному ясному освітленні полум'я майже не видиме, але у сутінках полум'я добре видно і воно має синюватий колір. На фото — спалювання доменного газу на газовій свічці на металургійному заводі.

Доменний або колошниковий газ — газ, що утворюється під час виплавлення чавуну в доменних печах. Є головно продуктом неповного згоряння вуглецю. Хімічний склад доменного газу за умов, що чавун виплавляють на кам'яно-вугільному коксі: 12–20 % СО2; 20–30 % СО; до 0,5 % СН4; 1–4 % Н2; 55–58 % N2. Теплота згорання доменного газу приблизно 3,6–4,6 МДж/м³ (850—1100 ккал/м³). При збагаченні дуття киснем вміст азоту в газі знижується і відповідно цьому зростає кількість інших газів (у тому числі окисли вуглецю і водню), а також теплота згорання.
Газ дуже отруйний через наявність у його складі монооксиду вуглецю СО (див. отруєння чадним газом).
При спалюванні 1 т коксу в печі утворюється приблизно 5000 м³ газу.
Після виходу з доменної печі доменний газ очищується від пилуватих домішок у пиловловлювачі, скрубері, трубі Вентурі, дросельній групі.
Перші аналізи доменного газу були зроблені Бузеном у 1839 році на заводі Фекерхаген, дещо пізніше Ебельман на заводах Клервіль і Одинкур провів дослідження відновлювальної роботи газів.

## Використання
Вперше колошникові гази було використано 1811 року Оберто у Франції для випалу вапни і цементації сталі.
Перші спроби використання доменного газу як палива на металургійних заводах були проведені французом Фабер дю Фором у 1832 році. 1886 року Ф. Люрман запропонував використовувати доменний газ для газових двигунів на повітродувних станціях. 1889 року на бельгійському заводі «Серен» була введена в дію перша доменна газоповітродувна машина.
Сьогодні використовується на металургійних заводах як паливо у повітронагрівниках, коксових і мартенівських печах (у суміші з коксовим газом), газових двигунах тощо.